# Foy-Breguet-Telegraf

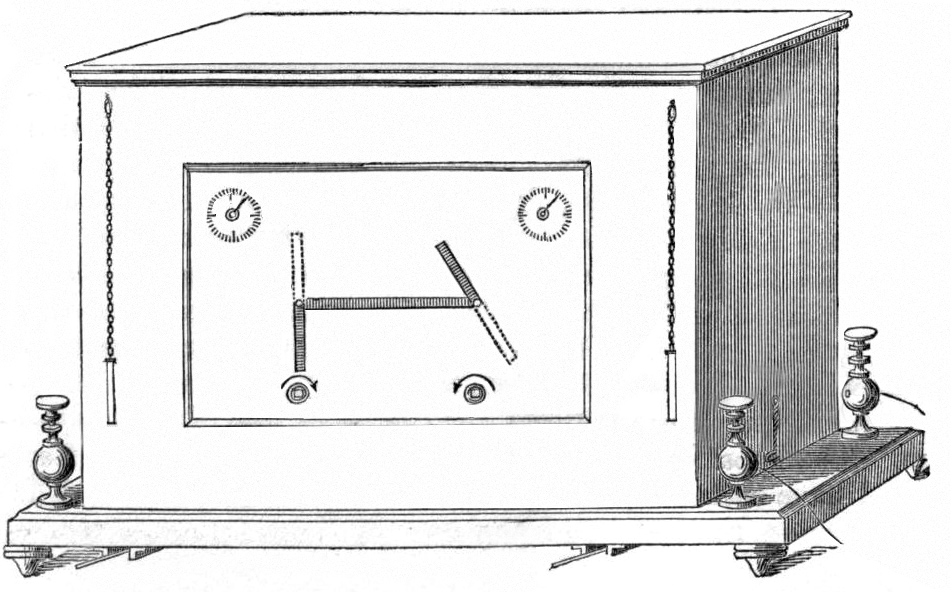
Anzeigeteil des Foy-Breguet-Telegrafen, hier mit dem Code für den Buchstaben Q (1859)

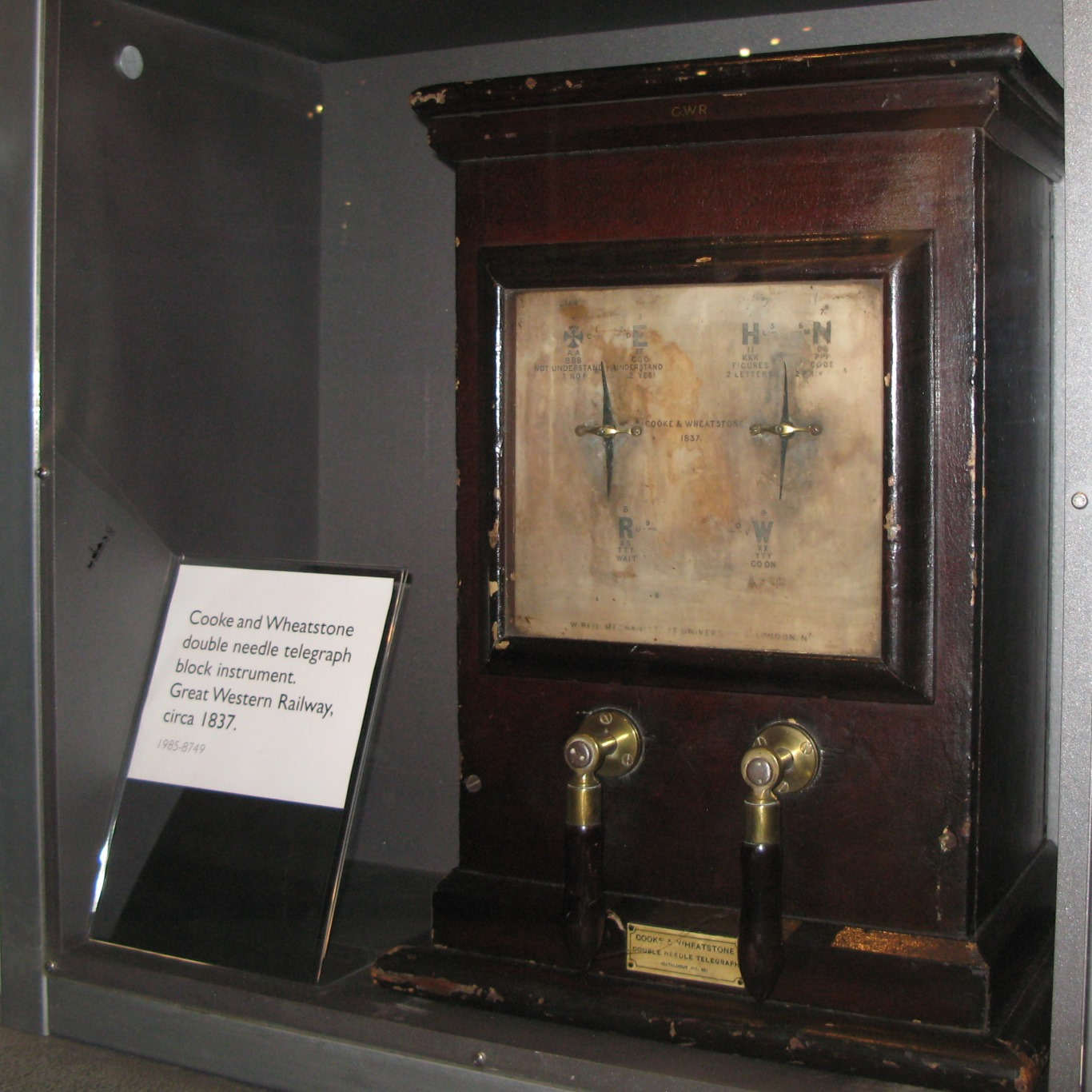
Zweinadeltelegraf von Cooke und Wheatstone als Vorbild (um 1837)

Codierung des Alphabets nach Foy-Breguet

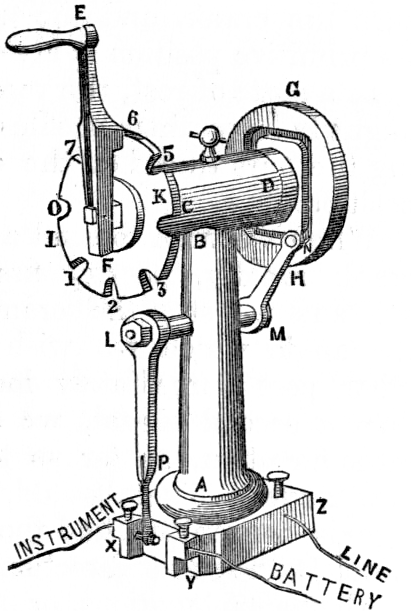
Foy-Breguet-Manipulator

Der Foy-Breguet-Telegraf (auch genannt: Französischer Telegraf) war ein früher elektrischer Telegraf, der in den 1840er-Jahren im Königreich Frankreich eine gewisse Bedeutung erlangte. Er begann die zuvor über mehrere Jahrzehnte lang dort verwendete optische Telegrafie zu verdrängen, bevor er selbst durch die Morsetelegrafie ersetzt wurde.

## Geschichte
In den späten 1830er-Jahren gab es bereits verschiedene Modelle von Nadeltelegrafen. In England hatten die beiden Erfinder William Cooke (1806–1879) und Charles Wheatstone (1802–1875) im Jahr 1937 eine erste Form ihres Cooke-Wheatstone-Telegrafen vorgestellt und entwickelten diesen zügig weiter. In schneller Folge entstanden nach dem Fünfnadeltelegrafen der Einnadel- sowie der Zweinadeltelegraf.
Letzter bestand faktisch aus zwei nebeneinander angeordneten Einnadelinstrumenten. Der französische Postmeister Alphonse Foy (1796–1888) und sein Landsmann, der Physiker und Uhrmacher Louis Breguet (1804–1883), nahmen diesen zum Vorbild für eine eigene Entwicklung, die auf die besondere Situation in Frankreich zugeschnitten war. Zu der Zeit war es das Land in Europa mit dem am weitesten fortgeschrittenen und am besten ausgebauten Netz von optischen Telegrafen. Diese arbeiteten seit nahezu fünfzig Jahren nach dem Chappe-System. Dabei wurde ein spezieller Code genutzt, bei dem drei schwenkbare Balken, ähnlich wie Uhrzeiger, auf bestimmte Positionen bewegt wurden. An beiden Enden eines mittleren Balkens, genannt Regulator, befand sich jeweils ein knapp halb so langer weiterer Balken, der ebenfalls drehbar war und als Indikator bezeichnet wurde.
Im Jahr 1840 setzten sich Foy und Breguet das Ziel, diesen Code möglichst auch für ihren Nadeltelegrafen beibehalten zu können. Dies hätte den Vorteil, dass die zahlreichen Semaphoristen, wie die Bediener der optischen Signalmasten im Land genannt wurden, keinen neuen Telegrafencode erlernen mussten. Zu dem Zweck bot der Zweinadeltelegraf eine gute Grundlage, da dessen zwei Nadeln die beiden Indikatoren nachbilden konnten. Dazu wurde eine Hälfte der Magnetnadel schwarz gefärbt und die andere Hälfte weiß. Vor dem weißen Hintergrund der Anzeige war diese nahezu unsichtbar, während die schwarze Hälfte den Indikatorbalken nachbildete. Der Regulator wurde auf dem Anzeigeteil einfach durch einen horizontalen schwarzen Verbindungsstrich zwischen den Nadeln ersetzt und büßte somit seine freie Beweglichkeit ein. Dies ergab zwar eine drastische Reduktion der Anzahl der Codeelemente und auch eine andere Codezuordnung als zuvor, das gewohnte Prinzip blieb jedoch erhalten. Es waren auch genügend viele Positionen verfügbar, um alle 26 Großbuchstaben des lateinischen Alphabets (Bild) darzustellen.
Als Zeichengeber, genannt Manipulator, dienten zwei handbedienbare Kurbeln, von denen eine im Bild dargestellt ist. Sie kann auf acht unterschiedliche Stellungen im Abstand von 45° einrasten. Entsprechend der Drehstellung der Kurbel drehte sich auch die dazugehörige Magnetnadel beim Sender und beim Empfänger. Für die damalige Zeit erreichte man mit diesem System eine erstaunlich hohe Übertragungsrate von 80 Buchstaben pro Minute (BpM).
Ab 1855 wurde auch in Frankreich die Telekommunikation auf die sich inzwischen weltweit als Standard etablierten Morseapparate umgestellt.